# Dólar de Sarawak
El dólar (en malayo: ringgit, e inglés: dollar) fue la moneda de Sarawak desde 1858 hasta 1953. Se dividía en 100 centavos. Esta moneda mantenía la paridad junto al dólar del Estrecho y con su sucesor, el dólar malayo. En 1953 fue sustituido por el dólar de Malaya y Borneo a la par.
Durante el periodo de la ocupación japonesa (1942-1945) se emitieron billetes que iban desde el centavo a los 1.000 dólares. Esta moneda fijó su tasa de cambio al yen a la par. Tras la guerra, el dinero emitido por los japoneses se declaró nulo y el dólar de Sarawak volvió a recuperar su valor frente a la libra esterlina en 2 chelines con 4 peniques.

## Monedas
A lo largo de toda su historia, se acuñaron monedas en denominaciones de ¼, ½,1, 2½, 5, 10, 20 y 50 centavos. Todas las monedas superiores a 5 centavos, incluida esta, estaban acuñadas en plata. Sin embargo, desde 1920 las monedas de 5 y 10 centavos se acuñaron en cuproníquel. Las monedas llevan el nombre del rajá, James Brooke hasta 1868, Charles Brooke entre 1868 y 1917, y Charles Vyner Brooke desde 1917.

## Billetes
Las primeras series emitidas por el Tesoro del gobierno de Sarawak consistían en unos billetes de mala calidad con sellos estampados. Los billetes posteriores los emitió el Gobierno de Sarawak a excepción de las denominaciones de 10 y 25 centavos en 1919. Las denominaciones emitidas han sido de 5, 10, 20, 25, 50 centavos y 1, 5, 10, 25, 50 y 100 dólares.